# Stadionkwartier (Eindhoven)
Het Stadionkwartier in Eindhoven is een bouwproject op het voormalige parkeerterrein aan de westkant van het Philips Stadion, waar eerder onder meer het Philips Ontspannings Centrum was gesitueerd.
Het terrein werd door PSV, de oude eigenaar, verkocht en in 2008 is gestart met de bouw.
In de plannen waren de bewoners van de naastliggende wijk Philipsdorp nauw betrokken. Er is uiteindelijk gekozen voor een schaalopbouw: kleinschalig tegen de oude wijk aan, en hoger en grootschaliger richting het spoor en tegen het stadion aan. Het meest opvallende onderdeel van de plannen was de circa 70 meter hoge woontoren ontworpen door Wiel Arets. Verder waren ook enkele kantoorvoorzieningen gepland.
In juli 2009 is het faillissement uitgesproken van Vermeulen van Aken Architectuur. Dit bureau onder leiding van de architecten Cees Vermeulen en tot 2006 ook Toon van Aken is verantwoordelijk voor het ontwerp met uitzondering van de 70 meter hoge woontoren. Vanaf september 2009 zijn de werkzaamheden overgenomen door Arc3 Teken- en Bouwmanagementbureau.
Sluitstuk van het Stadionkwartier is de sloop van het uit 1996 stammende kantoorgebouw Eurobuilding en de bouw van Eurostaete aan de PSV-laan.